# Notti in bianco, baci a colazione
Notti in bianco, baci a colazione è un film del 2021 diretto da Francesco Mandelli.
Il film è l'adattamento cinematografico dell'omonimo libro di Matteo Bussola edito nel 2016.

## Trama
Matteo, fumettista, e Paola, scrittrice. I due hanno tre figlie cercando di essere dei bravi genitori e cercando di portare avanti la loro carriera. Finché un giorno arriva Sara, vecchia amica di Matteo, che si presenta con una grande offerta di lavoro.

## Distribuzione
Il film è stato distribuito nelle sale cinematografiche italiane dal 21 ottobre 2021.